# Saison 2022 des Sparks de Los Angeles
La saison 2022 des Sparks de Los Angeles est la 26e saison de la franchise en WNBA.

## Draft
| Tour | Choix | Joueur              | Poste | Nationalité | Provenance               |
| ---- | ----- | ------------------- | ----- | ----------- | ------------------------ |
| 1    | 9     | Rae Burrell         | GF    | États-Unis  | University of Tennessee  |
| 2    | 16    | Kianna Smith        | G     | États-Unis  | University of Louisville |
| 2    | 19    | Olivia Nelson-Ododa | F     | États-Unis  | UConn                    |
| 3    | 27    | Amy Atwell          | F     | Australie   | University of Hawaii     |

## Matchs

### Pré-saison
| Pré-saison Total: 0-1 (Domicile : 0-0; Extérieur : 0-1) |

| Match | Date match | Équipe    | Score   | Meilleur marqueur        | Meilleur rebondeur       | Meilleur passeur        | Lieux Spectateurs          | Série |
| ----- | ---------- | --------- | ------- | ------------------------ | ------------------------ | ----------------------- | -------------------------- | ----- |
| 1     | 23 avril   | @ Seattle | D 68-81 | Olivia Nelson-Ododa (15) | Olivia Nelson-Ododa (12) | Olivia Nelson-Ododa (5) | Climate Pledge Arena 5 734 | 0 - 1 |

### Saison régulière
| Saison régulière Total: 13-23 (Domicile : 7-11; Extérieur : 6-12) |

| Match | Date match | Équipe        | Score        | Meilleur marqueur     | Meilleur rebondeur  | Meilleur passeur   | Lieux Spectateurs              | Série |
| ----- | ---------- | ------------- | ------------ | --------------------- | ------------------- | ------------------ | ------------------------------ | ----- |
| 1     | 6 mai      | @ Chicago     | V 98-91 (OT) | Jordin Canada (21)    | Nneka Ogwumike (7)  | Jordin Canada (8)  | Wintrust Arena 8 111           | 1 - 0 |
| 2     | 8 mai      | @ Indiana     | V 87-77      | Jordin Canada (21)    | Nneka Ogwumike (7)  | Jordin Canada (8)  | Bankers Life Fieldhouse 2 545  | 2 - 0 |
| 3     | 11 mai     | @ Atlanta     | D 75-77      | Jordin Canada (19)    | Nneka Ogwumike (15) | Nneka Ogwumike (4) | Gateway Center Arena 3 138     | 2 - 1 |
| 4     | 14 mai     | @ Connecticut | D 60-77      | Ogwumike, Canada (12) | Cambage, Walker (4) | Brittney Sykes (4) | Mohegan Sun Arena 5 624        | 2 - 2 |
| 5     | 17 mai     | Minnesota     | D 84-87      | Nneka Ogwumike (22)   | Nneka Ogwumike (8)  | Jordin Canada (6)  | Crypto.com Arena 4 701         | 2 - 3 |
| 6     | 20 mai     | @ Seattle     | D 80-83      | Liz Cambage (25)      | Liz Cambage (8)     | Lexie Brown (5)    | Climate Pledge Arena 10 103    | 2 - 4 |
| 7     | 23 mai     | @ Las Vegas   | D 76-104     | Chennedy Carter (17)  | Nneka Ogwumike (6)  | Jordin Canada (9)  | Michelob Ultra Arena 4 092     | 2 - 5 |
| 8     | 25 mai     | Phoenix       | V 99-94      | Nneka Ogwumike (23)   | Liz Cambage (7)     | Jordin Canada (6)  | Crypto.com Arena 4 020         | 3 - 5 |
| 9     | 27 mai     | Indiana       | D 96-101     | Nneka Ogwumike (30)   | Nneka Ogwumike (10) | Trois joueuse (5)  | Indiana Farmers Coliseum 1 417 | 3 - 6 |
| 10    | 29 mai     | Minnesota     | V 85-83      | Chennedy Carter (20)  | Chennedy Carter (6) | Carter, Sykes (4)  | Target Center 7 234            | 4 - 6 |
| 11    | 31 mai     | Dallas        | V 93-91      | Brittney Sykes (24)   | Nneka Ogwumike (10) | Cambage, Sykes (6) | Crypto.com Arena 4 852         | 5 - 6 |

| Match | Date match | Équipe     | Score   | Meilleur marqueur   | Meilleur rebondeur        | Meilleur passeur      | Lieux Spectateurs          | Série  |
| ----- | ---------- | ---------- | ------- | ------------------- | ------------------------- | --------------------- | -------------------------- | ------ |
| 12    | 5 juin     | @ Phoenix  | D 74-81 | Nneka Ogwumike (19) | Nneka Ogwumike (7)        | Canada, Samuelson (4) | Footprint Center 10 151    | 5 - 7  |
| 13    | 11 juin    | Las Vegas  | D 72-89 | Nneka Ogwumike (16) | Nneka Ogwumike (9)        | Jordin Canada (8)     | Crypto.com Arena 8 200     | 5 - 8  |
| 14    | 19 juin    | @ Dallas   | D 82-92 | Nneka Ogwumike (17) | Nneka Ogwumike (10)       | Liz Cambage (5)       | College Park Center 3 779  | 5 - 9  |
| 15    | 21 juin    | Washington | V 84-82 | Nneka Ogwumike (21) | Chiney Ogwumike (9)       | Kristi Toliver (5)    | Crypto.com Arena 3 745     | 6 - 9  |
| 16    | 23 juin    | Chicago    | D 59-82 | Nneka Ogwumike (15) | Olivia Nelson-Ododa (6)   | Kristi Toliver (6)    | Crypto.com Arena 5 627     | 6 - 10 |
| 17    | 25 juin    | @ Seattle  | V 85-77 | Nneka Ogwumike (24) | Nelson-Ododa, Cambage (8) | Brittney Sykes (8)    | Climate Pledge Arena 9 955 | 7 - 10 |
| 18    | 27 juin    | Las Vegas  | D 73-79 | Nneka Ogwumike (18) | Ogwumike, Cambage (11)    | Brittney Sykes (7)    | Crypto.com Arena 4 200     | 7 - 11 |

| Match                   | Date match  | Équipe      | Score    | Meilleur marqueur      | Meilleur rebondeur   | Meilleur passeur      | Lieux Spectateurs          | Série   |
| ----------------------- | ----------- | ----------- | -------- | ---------------------- | -------------------- | --------------------- | -------------------------- | ------- |
| 19                      | 1er juillet | @ Dallas    | V 97-89  | Ogwumike, Cambage (21) | Liz Cambage (11)     | Kristi Toliver (7)    | College Park Center 3 187  | 8 - 11  |
| 20                      | 3 juillet   | New York    | V 84-74  | Nneka Ogwumike (22)    | Chiney Ogwumike (10) | Jordin Canada (7)     | Crypto.com Arena 5 436     | 9 - 11  |
| 21                      | 4 juillet   | Phoenix     | V 78-75  | Nneka Ogwumike (23)    | Nneka Ogwumike (9)   | Jordin Canada (5)     | Crypto.com Arena 3 340     | 10 - 11 |
| 22                      | 7 juillet   | Seattle     | D 69-106 | Lexie Brown (16)       | Quatre joueuse (4)   | Jordin Canada (6)     | Crypto.com Arena 6 389     | 10 - 12 |
| WNBA All-Star Game 2022 |             |             |          |                        |                      |                       |                            |         |
| 23                      | 12 juillet  | Washington  | D 81-94  | Samuelson, Sykes (16)  | Chiney Ogwumike (10) | Canada, Cambage (3)   | Crypto.com Arena 5 004     | 10 - 13 |
| 24                      | 14 juillet  | Chicago     | D 68-80  | Nneka Ogwumike (16)    | Chiney Ogwumike (13) | Jordin Canada (8)     | Crypto.com Arena 5 856     | 10 - 14 |
| 25                      | 19 juillet  | Indiana     | V 86-79  | Nneka Ogwumike (35)    | Chiney Ogwumike (10) | Jordin Canada (8)     | Crypto.com Arena 5 478     | 11 - 14 |
| 26                      | 21 juillet  | Atlanta     | V 85-78  | Nneka Ogwumike (20)    | Chiney Ogwumike (7)  | Jordin Canada (7)     | Crypto.com Arena 10 021    | 12 - 14 |
| 27                      | 23 juillet  | @ Las Vegas | D 84-66  | Chennedy Carter (15)   | Jordin Canada (7)    | Canada, Samuelson (3) | Michelob Ultra Arena 7 522 | 12 - 15 |
| 28                      | 28 juillet  | @ Phoenix   | D 80-90  | Chennedy Carter (23)   | Nneka Ogwumike (11)  | Nneka Ogwumike (5)    | Footprint Center 8 124     | 12 - 16 |
| 29                      | 31 juillet  | Minnesota   | D 77-84  | Nneka Ogwumike (23)    | Chiney Ogwumike (6)  | Jordin Canada (6)     | Crypto.com Arena 6 857     | 12 - 17 |

| Match | Date match | Équipe       | Score    | Meilleur marqueur   | Meilleur rebondeur         | Meilleur passeur         | Lieux Spectateurs                    | Série   |
| ----- | ---------- | ------------ | -------- | ------------------- | -------------------------- | ------------------------ | ------------------------------------ | ------- |
| 30    | 2 août     | @ New York   | D 73-102 | Brittney Sykes (19) | Brittney Sykes (6)         | Jordin Canada (4)        | Barclays Center 4 891                | 12 - 18 |
| 31    | 3 août     | @ New York   | D 61-64  | Nneka Ogwumike (19) | Ogwumike, Nelson-Ododa (7) | Olivia Nelson-Ododa (10) | Barclays Center 5 315                | 12 - 19 |
| 32    | 5 août     | @ Atlanta    | D 86-88  | Brittney Sykes (23) | Nneka Ogwumike (5)         | Brittney Sykes (7)       | Gateway Center Arena 3 138           | 12 - 20 |
| 33    | 7 août     | @ Washington | V 79-76  | Brittney Sykes (21) | Ogwumike, Sykes (6)        | Jordin Canada (12)       | Entertainment and Sports Arena 4 200 | 13 - 20 |
| 34    | 9 août     | Connecticut  | D 71-97  | Brittney Sykes (18) | Brittney Sykes (7)         | Jordin Canada (6)        | Crypto.com Arena 5 789               | 13 - 21 |
| 35    | 11 août    | Connecticut  | D 69-93  | Brittney Sykes (18) | Nneka Ogwumike (9)         | Jordin Canada (5)        | Crypto.com Arena 4 987               | 13 - 22 |
| 36    | 14 août    | Dallas       | D 88-116 | Brittney Sykes (35) | Jasmine Walker (6)         | Canada, Sykes (5)        | Crypto.com Arena 7 245               | 13 - 23 |

### Confrontations en saison régulière
| Conférence Est | Conférence Est                            | Conférence Est                            | Conférence Est                            | Conférence Est                            | Conférence Ouest                          | Conférence Ouest                          | Conférence Ouest                          | Conférence Ouest                          | Conférence Ouest                          |
| Équipe         | Domicile                                  | Domicile                                  | Extérieur                                 | Extérieur                                 | Équipe                                    | Domicile                                  | Domicile                                  | Extérieur                                 | Extérieur                                 |
| -------------- | ----------------------------------------- | ----------------------------------------- | ----------------------------------------- | ----------------------------------------- | ----------------------------------------- | ----------------------------------------- | ----------------------------------------- | ----------------------------------------- | ----------------------------------------- |
| Atlanta        | 85-78                                     |                                           | 75-77                                     | 86-88                                     | Dallas                                    | 93-91                                     | 88-116                                    | 82-92                                     | 97-89                                     |
| Chicago        | 59-82                                     | 68-80                                     | 98-91                                     |                                           | Las Vegas                                 | 72-89                                     | 73-79                                     | 76-104                                    | 66-84                                     |
| Connecticut    | 71-97                                     | 69-93                                     | 60-77                                     |                                           |                                           |                                           |                                           |                                           |                                           |
| Indiana        | 86-79                                     |                                           | 87-77                                     | 96-101                                    | Minnesota                                 | 84-87                                     | 77-84                                     | 85-83                                     |                                           |
| New York       | 84-74                                     |                                           | 73-102                                    | 61-64                                     | Phoenix                                   | 99-94                                     | 78-75                                     | 74-81                                     | 80-90                                     |
| Washington     | 84-82                                     | 81-94                                     | 79-76                                     |                                           | Seattle                                   | 69-106                                    |                                           | 80-83                                     | 85-77                                     |
| Conférence     | 7-11 (Domicile : 4-5; Extérieur : 3-6)    | 7-11 (Domicile : 4-5; Extérieur : 3-6)    | 7-11 (Domicile : 4-5; Extérieur : 3-6)    | 7-11 (Domicile : 4-5; Extérieur : 3-6)    | Conférence                                | 6-12 (Domicile : 3-6; Extérieur : 3-6)    | 6-12 (Domicile : 3-6; Extérieur : 3-6)    | 6-12 (Domicile : 3-6; Extérieur : 3-6)    | 6-12 (Domicile : 3-6; Extérieur : 3-6)    |
| Total          | 13-23 (Domicile : 7-11; Extérieur : 6-12) | 13-23 (Domicile : 7-11; Extérieur : 6-12) | 13-23 (Domicile : 7-11; Extérieur : 6-12) | 13-23 (Domicile : 7-11; Extérieur : 6-12) | 13-23 (Domicile : 7-11; Extérieur : 6-12) | 13-23 (Domicile : 7-11; Extérieur : 6-12) | 13-23 (Domicile : 7-11; Extérieur : 6-12) | 13-23 (Domicile : 7-11; Extérieur : 6-12) | 13-23 (Domicile : 7-11; Extérieur : 6-12) |

## Classements
| Classement | Classement                | Classement | Classement | Classement | Classement | Classement | Classement |
| No         | Franchise                 | Vic.       | Def.       | MJ         | V/D        | GB         |            |
| ---------- | ------------------------- | ---------- | ---------- | ---------- | ---------- | ---------- | ---------- |
| 1          | x - Aces de Las Vegas     | 26         | 10         | 36         | .722       | -          |            |
| 2          | x - Sky de Chicago        | 26         | 10         | 36         | .722       | -          |            |
| 3          | x - Sun du Connecticut    | 25         | 11         | 36         | .694       | 1          |            |
| 4          | x - Storm de Seattle      | 22         | 14         | 36         | .611       | 4          |            |
| 5          | x - Mystics de Washington | 22         | 14         | 36         | .611       | 4          |            |
| 6          | x - Wings de Dallas       | 18         | 18         | 36         | .500       | 8          |            |
| 7          | x - Liberty de New York   | 16         | 20         | 36         | .444       | 10         |            |
| 8          | x - Mercury de Phoenix    | 15         | 21         | 36         | .417       | 11         |            |
|            |                           |            |            |            |            |            |            |
| 9          | o - Lynx du Minnesota     | 14         | 22         | 36         | .389       | 12         |            |
| 10         | o - Dream d'Atlanta       | 14         | 22         | 36         | .389       | 12         |            |
| 11         | o - Sparks de Los Angeles | 13         | 23         | 36         | .361       | 13         |            |
| 12         | o - Fever de l'Indiana    | 5          | 31         | 36         | .139       | 21         |            |

| 1 | Aces de Las Vegas     | 9 | 1 | 10 | +102 |
| 2 | Storm de Seattle      | 6 | 4 | 10 | +23  |
| 3 | Wings de Dallas       | 5 | 5 | 10 | +13  |
| 4 | Lynx du Minnesota     | 4 | 6 | 10 | +1   |
| 5 | Mercury de Phoenix    | 3 | 7 | 10 | -43  |
| 6 | Sparks de Los Angeles | 3 | 7 | 10 | -96  |